# Selagedang
Selagedang is een bestuurslaag in het regentschap Cianjur van de provincie West-Java, Indonesië. Selagedang telt 4602 inwoners (volkstelling 2010).